# Diabolus in Musica
| Críticas profissionais | Críticas profissionais |
| Avaliações da crítica  | Avaliações da crítica  |
| Fonte                  | Avaliação              |
| ---------------------- | ---------------------- |
| allmusic               | link                   |

Diabolus in Musica é o sétimo álbum de estúdio da banda estadunidense Slayer, lançado a 9 de Junho de 1998.
Na sua primeira semana, o álbum vendeu 46 mil cópias nos Estados Unidos, e atingiu o nº 31 da Billboard 200. Em 16 de Agosto de 2006, o álbum tinha vendido um total de 290 mil cópias nos Estados Unidos.
A maior parte do conteúdo do álbum foi escrito por Jeff Hanneman, o qual é descrito como o álbum mais experimental do Slayer. É o primeiro álbum de estúdio do grupo executado majoritariamente com afinação Drop C. As letras do disco abordam temas como religião, desvio cultural, guerra, insanidade e homicídio. O título em latim significa "O diabo na música" e é uma  referência ao trítono.

## Faixas
| N.º | Título                   | Letras                | Música   | Duração |  |
| 1.  | "Bitter Peace"           | Jeff Hanneman         | Hanneman | 4:32    |  |
| 2.  | "Death's Head"           | Hanneman              | Hanneman | 3:34    |  |
| 3.  | "Stain of Mind"          | Kerry King            | Hanneman | 3:24    |  |
| 4.  | "Overt Enemy"            | Hanneman              | Hanneman | 4:41    |  |
| 5.  | "Perversions of Pain"    | King                  | Hanneman | 3:33    |  |
| 6.  | "Love to Hate"           | Hanneman, King        | Hanneman | 3:07    |  |
| 7.  | "Desire"                 | Tom Araya             | Hanneman | 4:20    |  |
| 8.  | "In the Name of God"     | King                  | King     | 3:40    |  |
| 9.  | "Scrum"                  | King                  | Hanneman | 2:16    |  |
| 10. | "Screaming from the Sky" | Hanneman, King, Araya | Hanneman | 3:12    |  |
| 11. | "Point"                  | King                  | Hanneman | 4:11    |  |

| Versão japonesa |                          |                       |                |         |  |
| N.º             | Título                   | Letras                | Música         | Duração |  |
| 1.              | "Bitter Peace"           | Hanneman              | Hanneman       | 4:32    |  |
| 2.              | "Death's Head"           | Hanneman              | Hanneman       | 3:34    |  |
| 3.              | "Stain of Mind"          | King                  | Hanneman       | 3:24    |  |
| 4.              | "Overt Enemy"            | Hanneman              | Hanneman       | 4:41    |  |
| 5.              | "Perversions of Pain"    | King                  | Hanneman       | 3:33    |  |
| 6.              | "Love to Hate"           | Hanneman, King        | Hanneman       | 3:07    |  |
| 7.              | "Desire"                 | Araya                 | Hanneman       | 4:20    |  |
| 8.              | "Unguarded Instinct"     | King                  | Hanneman       | 3:42    |  |
| 9.              | "In the Name of God"     | King                  | King           | 3:40    |  |
| 10.             | "Scrum"                  | King                  | Hanneman       | 2:16    |  |
| 11.             | "Screaming from the Sky" | Hanneman, King, Araya | Hanneman       | 3:12    |  |
| 12.             | "Wicked"                 | Araya, Paul Bostaph   | Hanneman, King | 6:00    |  |
| 13.             | "Point"                  | King                  | Hanneman       | 4:11    |  |

- A edição Australiana não contém a faixa #8.

## Créditos
- Tom Araya – baixo, vocais
- Jeff Hanneman – guitarra
- Kerry King – guitarra
- Paul Bostaph – bateria
  - Rick Rubin – produtor
  - Howie Weinberg – masterização
  - Greg Gordon – engenheiro
  - Brian Davis – engenheiro assistente
  - John Tyree – engenheiro assistente
  - Sebastian Haimerl – engenheiro assistente
  - Allen Sanderson – engenheiro assistente
  - Exum – fotógrafo
  - Frank – diretor de arte
  - Wade Goeke – engenheiro assistente